# Czadrów
Czadrów is een dorp in de Poolse woiwodschap Neder-Silezië. De plaats maakt deel uit van de gemeente Kamienna Góra en telt 720 inwoners.